# باشگاه فوتسال فیروز صفه اصفهان
باشگاه فوتسال فیروز صفه یک باشگاه فوتسال ایرانی در شهر اصفهان بود که در سال ۱۳۸۷ تأسیس و در سال ۱۳۹۱ منحل شد.

## فصل به فصل
| فصل     | لیگ        | رتبه   | توضیحات |
| ------- | ---------- | ------ | ------- |
| ۸۸–۱۳۸۷ | لیگ دسته ۱ | دوم    | صعود    |
| ۱۳۸۸    | لیگ برتر   | ۸ام    | –       |
| ۱۳۸۹    | لیگ برتر   | ۴ام    | –       |
| ۱۳۹۰    | لیگ برتر   | ۷ام    | –       |
| ۱۳۹۱    | لیگ برتر   | انحلال | انحلال  |

## بازیکنان مشهور
- مصطفی طیبی
- قدرت بهادری
- جواد اصغری‌مقدم
- سپهر محمدی
- فرهاد فخیم‌زاده